# Demokratische Gesellschaft
Die Demokratische Gesellschaft war eine im Jahre 1848 in Köln gegründete Gesellschaft, deren vorrangiges Ziel die Etablierung einer auf Volkssouveränität beruhenden Gesellschaftsordnung war. Bekannte Mitglieder waren unter anderem  Karl Marx und Friedrich Engels.

## Entstehung
Angesichts der Maiwahlen des Jahres 1848 wurde in Köln ein Zentrales Wahlkomitee gegründet, in dem sich die liberalen und demokratischen Kräfte des Kölner Bürgertums sammelten, um sich gemeinsam für die anstehenden Wahlen zu rüsten. Dabei wurde ein 17-Punkte-Programm erarbeitet, das deutlich liberale Züge trug und keine Aussagen zu republikanischen Reformen traf. Dieses liberale Wahlprogramm führte dazu, dass sich die demokratischen Kräfte Kölns, die eine demokratische Staatsordnung anstrebten, nicht mehr vom Zentralen Wahlkomitee repräsentiert fühlten. In der Folge traten die demokratischen Mitglieder des Wahlkomitees am 18. April 1848 zurück und formierten sich zusammen mit anderen Mitgliedern am 25. April 1848 zur Demokratischen Gesellschaft.

## Politik
Die Mitglieder der Demokratischen Gesellschaft trafen sich einmal wöchentlich, um ihre Ziele und Planungen zu formulieren. Hier wurde schnell nach der Vereinsgründung ein eigenes Programm entwickelt. Im Gegensatz zum liberalen Wahlprogramm des Zentralen Wahlkomitees bildete die Forderung nach vollständiger Volkssouveränität die Grundlage des Programms der Demokratischen Gesellschaft. Konträr zum Zentralen Wahlkomitee unterstützte Demokratische Gesellschaft ganz bewusst die Ideen der revolutionären Kräfte in Deutschland.
Potentiell strittige Themen, wie etwa die soziale Frage der Arbeiterschaft, wurden nicht thematisiert, um die Einheit innerhalb der Gesellschaft nicht zu gefährden. Diese grundsätzliche Haltung war einer der Gründe, warum ein fester Zusammenschluss mit dem Kölner Arbeiterverein, den dieser anstrebte, abgelehnt wurde und lediglich ein gemeinsamer Ausschuss eingerichtet wurde.

## Mitglieder
Die Mitgliederstruktur der Demokratischen Gesellschaft war sehr vielseitig. Neben Bildungsbürgern fanden sich zahlreiche Handwerker und Arbeiter, von denen viele gleichzeitig im Kölner Arbeiterverein organisiert waren. Aufgrund der Fokussierung der Demokratischen Gesellschaft auf die Errichtung einer von Volkssouveränität getragenen Gesellschaftsordnung wurde die Vereinigung auch für einige Kommunisten interessant. So traten Karl Marx und Friedrich Engels nach ihrer Rückkehr aus England der Gesellschaft bei. Insbesondere Marx vertrat die Ansicht, die Demokratische Gesellschaft sei aufgrund der Ausblendung der zunächst unwichtigen Themen wie der sozialen Frage der Arbeiterschaft eine ideale Keimzelle für einen kommunistischen Umsturz.
Weitere Mitglieder waren Andreas Gottschalk, Hermann Becker, Heinrich Bürgers, Wilhelm Wolff, Peter Gerhard Roeser, Schneider II, Friedrich Thesmar, Karl Cramer, Anton Gladbach, Moritz Rittinghausen, Jean Jansen.